# Vintage

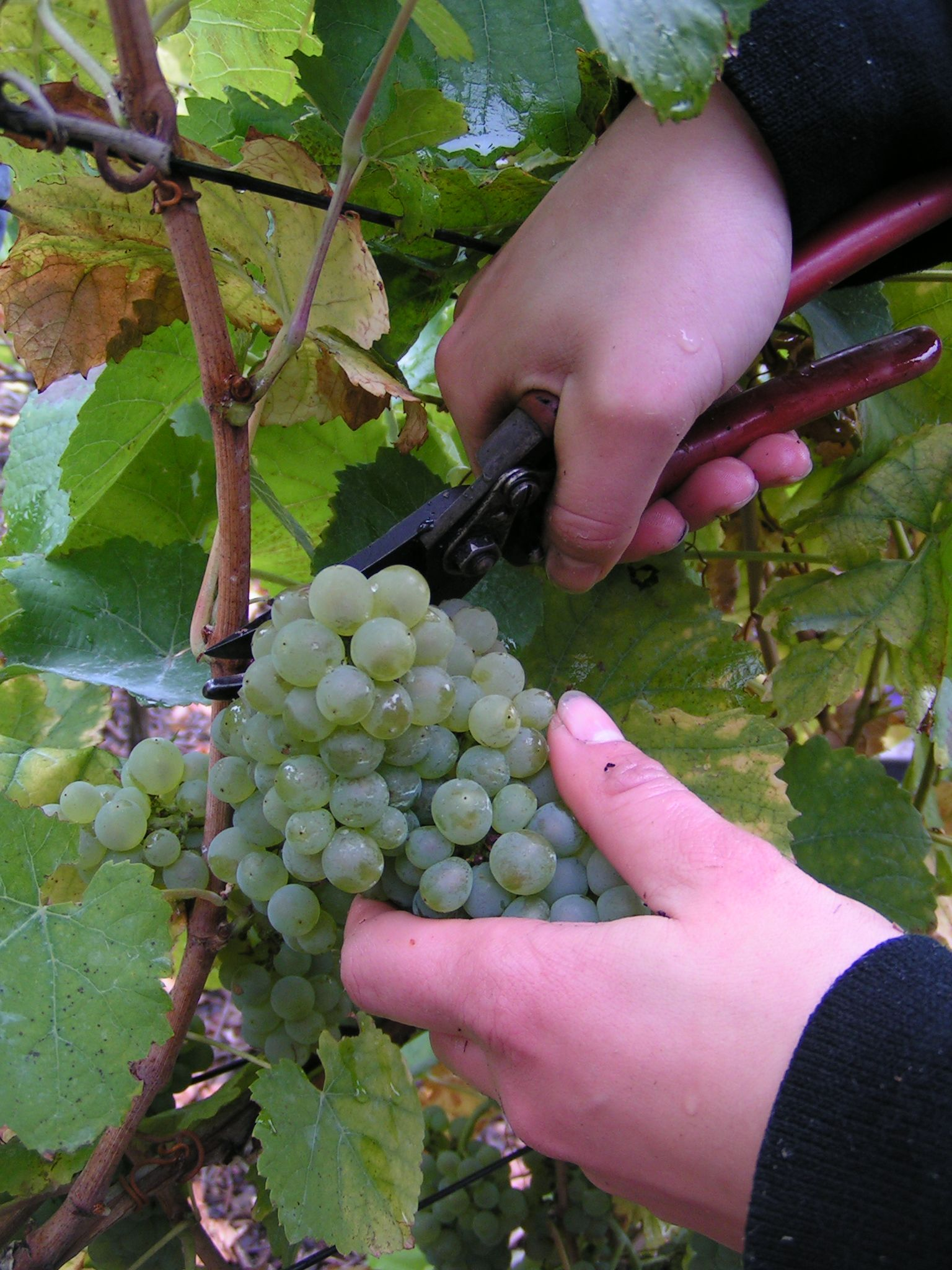
Colheita da uva

Vintage (do francês antigo vendange - que deriva da palavra latina vindēmia) ou safra refere-se ao vinho produzido com uvas colhidas em determinado ano em que as condições climáticas, de produção e outros fatores que colaboram para que esse vinho tenha uma qualidade excepcional. A sua origem vem de uma palavra inglesa que está registrada em alguns dicionários nossos. Naquele idioma está atestada desde 1450, com o sentido de “colheita de uma vinha”, do latim vindemia, formado por vinum mais demere. E esta palavra vem de de - “fora”, mais emere - “tirar”.
Denominam-se também vintage os vinhos do porto mais especiais que se caracterizam por terem a capacidade de envelhecer dentro da garrafa, sendo pois um vinho do porto não filtrado que ganha sabores muito especiais com o passar dos anos.
Em 1746 passou a significar “ano em que foi feito um vinho”.
O termo Vintage |vintâdje| (palavra inglesa), é usado na moda para designar peças clássicas, que marcam uma época, como roupas ou acessórios.
Em linguagem geral, agora significa “algo antigo e bom”, “um clássico”.